# Louise Nevelson
Leah Berliawsky, coneguda artísticament amb el nom de Louise Nevelson   (Pereiàslav, 23 de setembre de 1899 - Nova York, 17 d'abril de 1988), va ser una escultora estatunidenca d'origen rus, coneguda per les seves peces fetes amb tanques de fusta monumentals i monocromàtiques i escultures a l'aire lliure. Nascuda a la Rússia tsarista, va emigrar als Estats Units amb la seva família a principis del segle xx. Va aprendre anglès a l'escola, ja que a casa parlava Ídix. A l'inici de la dècada del 1930, rebia classes d'art a l'Art Students League de Nova York, i el 1941 va fer la seva primera exposició. Estudiant de Hans Hofmann i Chaim Gross, va experimentar amb el primer art conceptual utilitzant objectes trobats, i va fer incursions en la pintura i la impressió abans de dedicar-se a l'escultura, el treball de la seva vida. Creades habitualment a partir de fusta, les seves escultures semblen trencaclosques, amb múltiples peces tallades i intricades, col·locades a la paret o aguantades independentment, sovint en 3-D. Una carqacterística única de la seva obra és que les seves figures sovint estan pintades de forma monocromàtica en negre o blanc. Figura important a l'escena artística internacional, Nevelson es va presentar a la 31a Biennal de Venècia. La seva obra es pot veure en les principals col·leccions en museus i corporacions. Luise Nevelson queda com una de les figures més importants de l'escultura americana del segle xx.

## Inicis de la seva vida personal

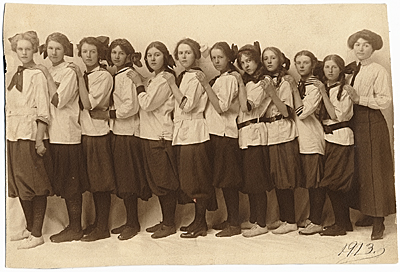
Nevelson (quarta des de l'esquerra) posant per a un retrat de la classe amb les seves companyes de classe, 1913, fotògraf no identificat. Louise Nevelson papers, Archives of American Art, Smithsonian Institution

Louise Nevelson va néixer amb el nom de Leah Berliawsky, filla de Minna Sadie i Isaac Berliawsky, un contractista i comerciant. Encara que la família vivia confortablement, els parents de Nevelson havien començat a marxar de Rússia per anar als Estats Units a la dècada del 1880. Els Berliawsky s'hi havien hagut de quedar, ja que Isaac, el germà més jove, havia de tenir cura dels seus pares. Encara a Europa, Minna va tenir dues criatures més: Nathan (nascut el 1898) i Anita (1902). En morir sa mare, Isaac va marxar als Estats Units el 1902. Després de la seva marxa, Minna i els nens es van traslladar a la zona de Kíev. Segons diu la tradició familiar, el jove Nevelson estava tan trist per la partida del seu pare que es va tornar mut durant sis mesos
La primera experiència artística de Nevelson va tenir lloc quan tenia nou anys a la Biblioteca Pública de Rockland, on va veure una figura de guix de Joana d'Arc. Poc després va decidir estudiar art; trià dibuix en la seva escola secundària, on també va exercitar-se com a capitana de bàsquet. Va pintar interiors a l'aquarel·la, en els quals el mobiliari apareixia en estructura molecular, gairebé com en les seves obres posteriors. Hi apareixien sovint figures femenines. A l'escola, practica l'anglès, la seva segona llengua, ja que l'Ídix era la que es parlava a casa seva. Descontenta amb la posició econòmica de la seva família, les diferències de llenguatge, la discriminació religiosa de la comunitat i la seva escola, Nevelson tenia els ulls posats a l'escola superior, a Nova York.
Es va graduar en l'escola superior el 1918, i va començar a treballar com a taquígrafa en un bufet d'advocats. Allà va conèixer Bernard Nevelson, copropietari amb el seu germà Charles, de Nevelson Brothers Company, un negoci de transports. Bernard la va presentar al seu germà, i Charles i Louise Nevelson es van casar al juny del 1920 en una boda jueva a l'Hotel Copley Plaza, a Boston. Havent satisfet l'esperança dels seus pares de casar-se amb algú de família rica, ella i el seu nou marit es van traslladar a Nova York, on ella va començar a estudiar pintura, dibuix, cant, actuació i dansa. Es va quedar embarassada, i el 1922 va néixer el seu fill Myron (després anomenat Mike), que de gran va ser escultor. Nevelson va estudiar art, malgrat que els seus sogres ho desaprovaven. Comenta: "La família del meu marit era molt refinada. En aquest cercle podies conèixer Beethoven, però Déu no vulgui que tu fossis Beethoven."
El 1924 la família es va traslladar a Mount Vernon (Nova York), una popular zona jueva del comtat de Westchester de Nova York. Nevelson es va deprimir amb el trasllat, que la va treure de la seva vida urbana i del seu entorn artístic. Durant l'hivern de 1932–1933 es va separar de Charles, poc disposada a convertir-se en l'esposa social que ell esperava que fos. Ella no va buscar mai el suport financer de Charles, i el 1941 la parella es va divorciar.

## Carrera artística

### Anys 1930
A l'inici del 1929, Nevelson va estudiar art a temps complet amb Kenneth Hayes Miller i Kimon Nicolaides en l'Art Students League. Nevelson va presentar-se en una exposició de quimonos Noh al Metropolitan Museum of Art com a treball per al seu estudi d'art de llocs llunyans. El 1931 va enviar el seu fill Mike a viure amb la família i va anar a Europa, amb el viatge pagat amb la venda d'un braçalet de diamants que el que ara era el seu exmarit li havia regalat amb motiu del naixement de Mike. A Múnic va estudiar amb Hans Hofmann i abans va visitar Itàlia i França. De retorn a Nova York el 1932 va estudiar novament amb Hofmann, que estava treballant com a professor convidat en l'Art Students League. Va conèixer Diego Rivera el 1933 i va treballar com a assistenta en el seu mural Man at the Crossroads al Rockefeller Plaza. Van tenir una afer que va causar un trencament entre Nevelson i la dona de Rivera, Frida Kahlo, una artista molt admirada per Nevelson. Poc després, Nevelson va començar a anar a classes d'escultura amb Chaim Gross a l'Educational Alliance. Va continuar experimentant amb altres mitjans artístics, incloent-hi la litografia i el gravat, però va decidir centrar-se en l'escultura. Les seves primeres obres van ser creades amb guix, fang i tattistone (nom inventat per l'escultor Steve Tatti). Durant els anys 1930, Nevelson va començar a mostrar la seva obra en exposicions col·lectives. El 1935, va ensenyar pintura mural al Madison Square Boys and Girls Club a Brooklyn com a part del Works Progress Administration (WPA). Va treballar per al WPA en les divisions de pintura de cavallet i escultura fins al 1939. Durant alguns anys, una Nevelson empobrida i el seu fill anaven pels carrers recollint llenya per cremar a la xemeneia per escalfar-se; la llenya que va trobar va servir de punt de partida de l'art que la va fer famosa. La seva obra, als anys 1930 explorava l'escultura, la pintura i el dibuix. Ben aviat, els dibuixos de nus a tinta i llapis van mostrar la mateixa fluïdesa que es veu a les obres d'Henri Matisse. Nevelson també va crear obres de terracota d'animals semiabstractes i pintura a l'oli.

### Primeres exposicions i anys 1940
El 1941, Nevelson va realitzar la seva primera exposició individual a la galeria Nierendorf. El propietari, Karl Nierendorf, la va representar fins que es va morir el 1947. Durant la seva època a Nierendorf, Nevelson va trobar una caixa d'enllustrador, propietat de l'enllustrador local Joe Milone. Va exposar la caixa al Museu d'Art Modern, cosa que li va reportar que rebés per primer cop l'atenció de la premsa. Al novembre del 1943 apareixia un article sobre ella en l'Art Digest. Als anys 1940, va començar a fer estudis de figures cubistes amb materials com pedra, bronze, terracota i fusta. El 1943, va fer una exposició a la galeria Norlyst, titulada The Clown as the Center of his World, en la qual construïa escultures sobre el circ a partir d'objectes trobats. La mostra no va ser ben rebuda, i Nevelson va parar de fer servir objectes trobats fins a mitjan anys 1950. Malgrat la pobra recepció, les obres de Nevelson en aquesta època exploraven formes tant figuratives com abstractes, inspirades pel cubisme i explorava i experimentava la influència del surrealisme. La dècada va proveir Nevelson amb materials, moviments, i experiments creats per ella mateixa que modelarien l'estil modern que caracteritzaria el seu treball als anys 1950.

### Carrera a les dècades del 1950 i 1960
Durant els anys 1950, Nevelson va exposar la seva obra tan sovint com va poder. No obstant això, i malgrat els premis i la creixent popularitat amb els crítics d'art, va continuar lluitant financerament. Per poder arribar a final de mes va començar a ensenyar escultura fent classes en un programa educació d'adults al sistema escolar de Great Neck. La seva obra va començar a créixer cap a la talla monumental, i es va allunyar de l'escala humana que havia estat creant durant els primers anys 1940. Nevelson també va visitar Amèrica Llatina i va descobrir influències per a la seva obra en les ruïnes de la civilització maia i a les esteles de Guatemala. El 1955 Nevelson es va unir a la Colette Roberts' Grand Central Modern Gallery, on va realitzar nombroses exposicions individuals. Hi va mostrar algunes de les seves obres més notables de mitjan segle: Bride of the Black Moon (Núvia de la lluna negra), First Personage (Primer personatge), i l'exposició Moon Garden + One, que mostrava la seva primera peça de paret, Sky Cathedral (Catedral del cel), el 1958. La sèrie d'exposicions del 1958 van ser descrites pel crític Hilton Kramer com a "remarcable i inoblidable". Aquell any el Museu d'Art Modern de Nova York va comprar una de les obres, Sky Cathedral, i el 1959 Nevelson va ser inclosa pel MoMA en l'exposició Sixteen Americans ('Setze americans'). Durant aquest període, va pintar la fusta de color negre i va fer exposicions senceres en negre. Al principi dels anys 1960, va començar a crear peces en blanc i or, i a tancar les seves petites escultures en caixes de fusta. El canvi d'escala de les seves escultures, la influència de l'art antic d'Amèrica Llatina i l'activitat a la seva galeria durant aquest temps es reconeix i porta “l'escultura de Nevelson lligada a la gran escala de l'expressionisme abstracte, així com a la pintura mural anterior a Rivera”.
Del 1957 al 1958, va ser presidenta del New York Chapter of Artists' Equity i el 1958 es va unir a la galeria Martha Jackson, on tenia els ingressos garantits i es va convertir en una persona segura des del punt de vista financer. Aquell any, va ser fotografiada i presentada a la coberta de la revista Life. El 1960 va fer la seva primera exposició individual a Europa, a la galeria Daniel Cordier de París. Més endavant d'aquell mateix any, una col·lecció de la seva obra, agrupada com a Dawn's Wedding Feast ('Festa de noces de Dawn'), es va incloure a l'exposició col·lectiva Sixteen Americans ('Setze americans'), al Museu d'Art Modern de Nova York al costat de Robert Rauschenberg i Jasper Johns. El 1962 va fer la primera venda a un museu, concretament al Whitney Museum of American Art, que va comprar el mur negre Young Shadows (Ombres negres). Aquell mateix any, la seva obra va ser seleccionada per a la 31a Biennal de Venècia i es va convertir en la presidenta d'Artists' Equity, càrrec que va ocupar fins al 1964.
El 1962 va deixar la galeria de Martha Jackson; va estar una breu temporada a la galeria Sidney Janis, i aleshores, a la tardor del 1963, es va unir a la galeria Pace. Nevelson va fer exposicions a Pace aproximadament cada dos anys fins al final de la seva carrera. El 1967 el Whitney Museum va realitzar la primera retrospectiva de l'obra de Nevelson, mostrant al voltant d'un centenar de peces, incloent-hi dibuixos dels anys 1930 i escultures contemporànies. El 1964 va crear dues obres: Homage to 6.000.000 I (Homenatge a 6.000.000 I) i Homage to 6.000.000 II (Homenatge a 6.000.000 II) com a tribut a les víctimes de l'Holocaust. Nevelson va contractar alguns assistents durant aquests anys: Teddy Haseltine, Tom Kendall i Diana Mackown, que l'ajudaven en l'estudi i s'ocupaven dels assumptes diaris. En aquesta època, Nevelson havia solidificat l'èxit comercial i crític.

### Darrers anys de carrera i de vida
Nevelson va continuar utilitzant fusta a les seves escultures, però també va experimentar amb altres materials, com l'alumini, el plàstic i el metall. A la tardor del 1969 va ser comissionada per la Universitat de Princeton per crear la seva primera escultura d'exterior. Després d'acabar-la, Nevelson va declarar: "Recordeu-ho, tenia més de setanta anys quan vaig entrar a l'escultura monumental d'exterior... Vaig passar per les caixes de fusta. Vaig passar per les ombres. Vaig passar per tancats i vaig sortir a la llum." Nevelson també va apreciar nous materials, com el plexiglàs i l'acer, que descrivia com una “benedicció”. Tenia la idea que la seva obra podia resistir el canvi climàtic i la llibertat de moviment més enllà de les limitacions de mida. Aquestes obres públiques van ser creades per Lippincott Foundry. Els encàrrecs d'art públic de Nevelson van ser un èxit monetari, però l'historiador de l'art Brooke Kamin Rapaport assenyala que aquestes peces no van ser les obres més sòlides de Nevelson, i que el “gest intuïtiu” de Nevelson no és evident en les grans obres d'acer.
El 1973 el Walker Art Center va organitzar una gran exposició de la seva obra, que va viatjar durant dos anys. El 1975 va dissenyar la capella luterana de Sant Pere al midtown de Manhattan. Quan li van preguntar sobre el seu rol com a jueva creant un art de temàtica cristiana, Nevelson va assenyalar que la seva obra abstracta transcendia les barreres religioses. Durant la darrera meitat de la seva vida, Nevelson va solidificar la seva fama i la seva persona, i va cultivar un estil personal "petit però cridaner" que va contribuir al seu llegat: vestits dramàtics, bufandes i llargues pestanyes postisses. Quan Alice Neel li va preguntar com es vestia tan bonica, Nevelson va replicar "follant, estimada, follant", en referència al seu estil de vida sexualment alliberat. El dissenyador Arnold Scaasi va crear molta de la seva roba. Nevelson va morir el 17 d'abril de 1988.
A l'època de la seva mort, el 1995, el seu amic Willy Eisenhart estava treballant en un llibre sobre Nevelson.

### Estil i obres
Quan Nevelson estava desenvolupant el seu estil, molts dels seus col·legues del món artístic –Alexander Calder, David Smith, Theodore Roszak– soldaven metall per crear les seves escultures a gran escala. Nevelson va decidir anar en la direcció contrària, explorant els carrers per buscar inspiració i trobar-la cercant fusta. Les escultures més notables de Nevelson són les seves parets; com collages de fusta, que consisteixen en múltiples caixes i compartiments que contenen formes abstractes i objectes trobats, des de potes de cadira fins a balustres. Nevelson descrivia aquestes escultures com a "environments". Les peces de fusta també eren fragments llençats, peces trobades als carrers de Nova York. Mentre Marcel Duchamp va causar enrenou amb la seva Fountain (Font), que no va ser acceptada com a "art" en l'època en què es va presentar a causa de l'intent de Duchamp d'emmascarar l'autèntica forma dels urinaris, Nevelson agafava els objectes trobats, els pintava amb esprai i en disfressava l'ús o el significat real. La mateixa Nevelson va anomenar-los "reciclatge original" a causa del seu extens ús d'objectes de rebuig, i reconeixia Pablo Picasso per "donar-nos el cub", que va servir de base a la seva escultura d'estil cubista. Va trobar una forta influència en els ideals cubistes de Picasso i Hofmann, i va descriure el moviment cubista com "una de les més grans percepcions que hagi tingut mai la ment humana."" També va estar influïda per l'art nadiu americà i l'art maia, els somnis, el cosmos i els arquetipus.
Com a estudiant de Hans Hofmann, se li va ensenyar a practicar l'art amb una paleta limitada, utilitzant colors com el negre i el blanc, per "disciplinar-se". Aquests colors es convertirien en part del repertori de Nevelson. Va pintar amb esprais les seves parets negres fins al 1959. Nevelson descrivia el negre com el "color total" que "vol dir la totalitat. Això vol dir: ho conté tot... contenia tots els colors. No era la negació del color. Era una acceptació. Perquè el negre comprèn tots els colors. El negre és el color més aristocràtic de tots. L'únic color aristocràtic... He vist coses que s'han transformat amb el negre, que porta a la grandesa. I no vull utilitzar una paraula menor." Als anys 1960 va començar a incorporar el blanc i el daurat en les seves obres. Nevelson deia que el blanc era el color que "convocava les primeres hores del matí i la promesa emocional." Descrivia la seva fase daurada coma "fase barroca", inspirada per la idea que li havien explicat quan era petita, que els carrers d'Amèrica estarien "pavimentats amb or", el materialisme i l'hedonisme del color, el sol i la lluna. Per inspirar-se, Nevelson va revisitar les col·leccions de vestits Noh i de monedes d'or al Metropolitan Museum of Art.
A través de la seva obra, Nevelson sovint explora temes del seu complicat passat, del seu present faceciós i anticipa el futur. Un símbol comú que apareix a l'obra de Nevelson és la núvia, com es veu a Bride of the Black Moon (Núvia de la lluna negra) (1955). El símbol de la núvia es refereix a la mateixa figura de Nevelson, al matrimoni, a la seva vida juvenil, i a la seva pròpia independència com a dona al llarg de la resta de la seva vida. Sovint va passar anys per crear obres com Sky Cathedral (Catedral del cel); Sky Cathedral: Night Wal (Catedral del cel: muralla de nit), a la col·lecció del Columbus Museum of Art, va trigar 13 anys a fer-la en el seu estudi de Nova York. De la sèrie Sky Cathedral, Nevelson va comentar: "Això és l'univers, les estrelles, la lluna– i tu i jo, cadascú."
Louise Nevelson va construir la seva escultura com si construís el seu passat: formant cadascuna d'elles amb el sentit llegendari que tenia d'ella mateixa, va crear una extraordinària iconografia amb significats abstractes – Museu Jueu, 2007

## Llegat
Al downtown de Nova York, a la plaça Louise Nevelson (40.7076°N 74.0080°W), hi ha una escultura de jardí i inclou una col·lecció d'obres de Nevelson. Nevelson va donar el seu arxiu en diversos terminis del 1966 al 1979. Estan completament digitalitzats en la col·lecció dels Arxius d'Art Americà. El Museu d'Art Farnsworth, a la casa d'infantesa de Nevelson, a Rockland, Maine, conserva la segona col·lecció més gran d'obres seves, incloent-hi joies dissenyades per ella. El 2000, el Servei Postal dels Estats Units va llançar una sèrie de segells commemoratius en honor de Nevelson. L'any següent, el seu amic i dramaturg Edward Albee va escriure l'obra Occupant en honor de l'escultora. L'espectacle es va preparar a Nova York el 2002 amb Anne Bancroft interpretant Nevelson, però no anà més enllà de la preestrena a causa de la malaltia de Bancroft. La imatge diferent i excèntrica de Nevelson ha estat documentada per fotògrafs com Robert Mapplethorpe, Richard Avedon, Hans Namuth i Pedro E. Guerrero. Nevelson està inclosa en l'Heritage Floor ('Pavelló del patrimoni'), entre altres dones famoses, en l'obra mestra de Judy Chicago de 1974-1979, The Dinner Party.
Després de la mort de Nevelson, la seva finca valia com a mínim 100 milions de dòlars. El seu fill, Mike Nevelson, va traslladar 36 escultures de casa d'ella. La documentació mostrava que Nevelson havia llegat aquestes obres, per valor de milions, a la seva amiga i ajudant de 25 anys, Diana MacKown, però Mike Nevelson deia que no era així. Els plets van començar sobre la finca i el testament de Nevelson que, segons deia Mike, no esmentava MacKown. Es va parlar d'una possible pensió alimentària, però malgrat l'especulació pública que les dues dones eren amants, MacKown va mantenir que no havia tingut cap relació sexual amb Nevelson, com també va mantenir-ho Mike Nevelson.

### Feminisme i influència en l'art feminista
No sóc feminista. Sóc una artista que resulta ser una dona. – Louise Nevelson
Louise Nevelson ha estat una clau fonamental en el moviment feminista. Acreditada amb el desencadenament de la feminitat en art, Nevelson va plantejar un repte a la visió del tipus d'art que havien de crear les dones, amb les seves obres d'art obscures, masculines i similars a tòtems. Nevelson creia que l'art reflectia la individualitat, no "els nivells masculí-femení", i va triar assumir el seu rol com a artista, no específicament com una artista dona. Algunes crítiques a l'obra de Nevelson als anys 1940 deien d'ella que justament li faltava ser una artista dona. Un crític de la seva exposició del 1941 a la galeria Nierendorf manifestava: "Nosaltres aprenem que l'artista és una dona en el moment de controlar el nostre entusiasme. Si hagués estat d'una altra manera, podríem haver saludat aquestes expressions escultòriques, segurament com les d'una gran figura entre els moderns." Una altra crítica era similar en el seu sexisme: "Nevelson és una escultora; ve de Portland, Maine. Negaràs tots dos fets i fins i tot pots insistir que Nevelson és un home quan veus els seus Portraits in Paint, que s'exposen aquest mes a la Nierendorf Gallery."
Fins i tot amb la seva influència en les generacions futures d'artistes feministes, l'opinió de Nevelson sobre la discriminació en el món de l'art mantenia la convicció que les artistes que no tenien èxit a causa del gènere patien de falta de confiança. Quan se li va preguntar des del Feminist Art Journal si havia sofert sexisme en el món de l'art, Nevelson va replicar "Jo soc l'alliberament de la dona".